# Embaixada do Reino Unido em Brasília
A Embaixada da Reino Unido em Brasília é a principal representação diplomática britânica no Brasil. A atual embaixadora é Stephanie Al-Qaq, no cargo desde novembro de 2022. Al-Qaq é a primeira mulher a ocupar a posição. 
Está localizada na Avenida das Nações, na quadra SES 801, Lote 08, no Setor de Embaixadas Sul, na Asa Sul.

## História
As relações entre Brasil e Reino Unido datam de 1825, com as embaixadas estabelecidas em ambos os países em 1919. Assim como outros países, os britânicos receberam de graça um terreno no Setor de Embaixadas Sul na época da construção de Brasília, medida que visava a instalação mais rápida das representações estrangeiras na nova capital. Entretanto, a representação do país demorou para construir sua sede definitiva na cidade. Ainda na sede provisória, a Embaixada recebeu a Rainha Elisabeth II em 1968, quando a soberana britânica visitou a capital brasileira.
Os prédios da embaixada britânica foram construídos entre 1978 e 1983. Diferente da maioria das embaixadas em Brasília, que seguem tendências modernas ou características arquitetônicas do país representado, a Embaixada do Reino Unido é uma das poucas de arquitetura pós-moderna. O projeto é de Alfred Coutts. O paisagismo foi feito pelo brasileiro Ney Ururahy Dutra, que também assina o paisagismo de outras embaixadas como a da Itália. O destaque do complexo é o auditório, cuja forma de pirâmide, pousada em um espelho d’água, reflete na fachada da chancelaria.

## Serviços
A embaixada realiza os serviços protocolares das representações estrangeiras, como o auxílio aos britânicos que moram no Brasil e aos visitantes vindos da Reino Unido e também para os brasileiros que desejam visitar ou se mudar para o país europeu. Mais de 180 mil brasileiros moram atualmente no Reino Unido, sendo a maior comunidade de Brasileiros na Europa junto com a de Portugal.
Além da embaixada, a Reino Unido conta com mais três consulados gerais no Rio de Janeiro, em São Paulo, e no Recife, além de mais um consulado em Belo Horizonte e quatro consulados honorários em Manaus, Porto Alegre, Salvador e Campinas.
Outras ações que passam pela embaixada são as relações diplomáticas com o governo brasileiro nas áreas política, econômica, cultural e científica. O Reino Unido tinha investido 18 bilhões de dólares até 2018 no Brasil, e mais de 800 empresas britânicas atuam no país. As trocas comercias entre os dois países chegaram a 5,3 bilhões de dólares em 2018, com o Reino Unido importando metais e pedras preciosas, máquinas mecânicas e carnes, e exportando máquinas mecânicas, veículos e produtos químicos e farmacêuticos.